# Charles Chalmont de Saint-Ruth
Charles Chalmont, marquis de Saint-Ruth, fut un général français, commandant des troupes de Louis XIV, qui se battit en Irlande aux côtés des Jacobites durant la Rébellion jacobite.

## Dragonnades
En 1686, il participe aux dragonnades organisées par Louis XIV. Il fait l'objet d'un dessin caricatural paru en 1686. (ref : Wikipedia : Dragonnades)

## EnSavoie
Charles Chalmont, marquis de Saint-Ruth, commanda, en 1690 le siège d'Annecy et contribua, entre autres, à la victoire de Staffarda, alors que le duché de Savoie était en guerre avec le royaume de France.

## Limerick
Il accompagna le chevalier de Tessé en qualité de maréchal de camp, avec des nouvelles provisions de guerre et de bouche, partant de la ville de Brest pour accoster à la ville de Limerick le 20 février 1691.

## Athlone
Le Général ayant mis ces villes de Galway, de Sligo, d'Athlone, et de Limerick, en état de défense, à l'ouest de la rivière Shannon, il quitta avec ses troupes la garnison de Limerick et il continua sa route vers la ville d'Athlone, Westmeath.

## Siège d'Athlone
Après des longues semaines de sièges par les soldats de Guillaume III d'Angleterre de la ville Athlone, la défense a cédé le 10 juillet 1691. Le comte de Tyrconnell conseilla à M. de St. Ruth de faire raser les fortifications des Irlandais et y faire avancer l'armée qui aurait disputé à l'ennemi le passage du pont, et par ce moyen aurait arrêté ses conquêtes.
Cet avis ayant été négligé par Saint-Ruth, Guillaume III eut le temps de faire dresser des batteries contre l'Athlone occupé par les jacobites royalistes irlandaises, et l'armée d'Orange de Guillaume III ayant passé le fleuve Shannon par une gué en présence de Saint Ruth, qui se tenait à quelques centaines de mètres de là, on donna l'assaut général le 10 juillet.
Plus de mille royalistes y perdirent la vie et trois cents furent faits prisonniers.

## Vers Aughrim
L'armée royale de Jacques II marcha après la prise d'Athlone, jusqu'à la ville de Ballinasloe, où elle séjourna le lendemain: Ce fut ici que le compte de Tyrconnell se démit du commandement; Il en chargea le marquis de Saint-Ruth. Le général marquis de Saint-Ruth fit marcher l'armée le lendemain, ayant passé le fleuve Suck.
Ils se sont préparés après la messe des soldats catholiques royalistes de Jacques II.
La bataille d'Aughrim commença à 13:00 environ avec vivacité, et elle dura jusqu'à la nuit. L'infanterie royale fit des prodiges de valeur, elle poussa trois fois celle des ennemis jusqu'à leur canons. On prétend qu'à la troisième fois le général Saint Ruth en fut si content, qu'il jeta en l'air son chapeau pour exprimer sa joie, mais les choses changèrent bientôt de face par la mort du marquis de Saint Ruth, qui fut tué par un boulet de canon égaré, d'un canonnier de Guillaume III.

## Hommage
À Lille une caserne porte le nom « Quartier Charles de Saint-Ruth » (rue de la porte d'Ypres).